# Confesonario

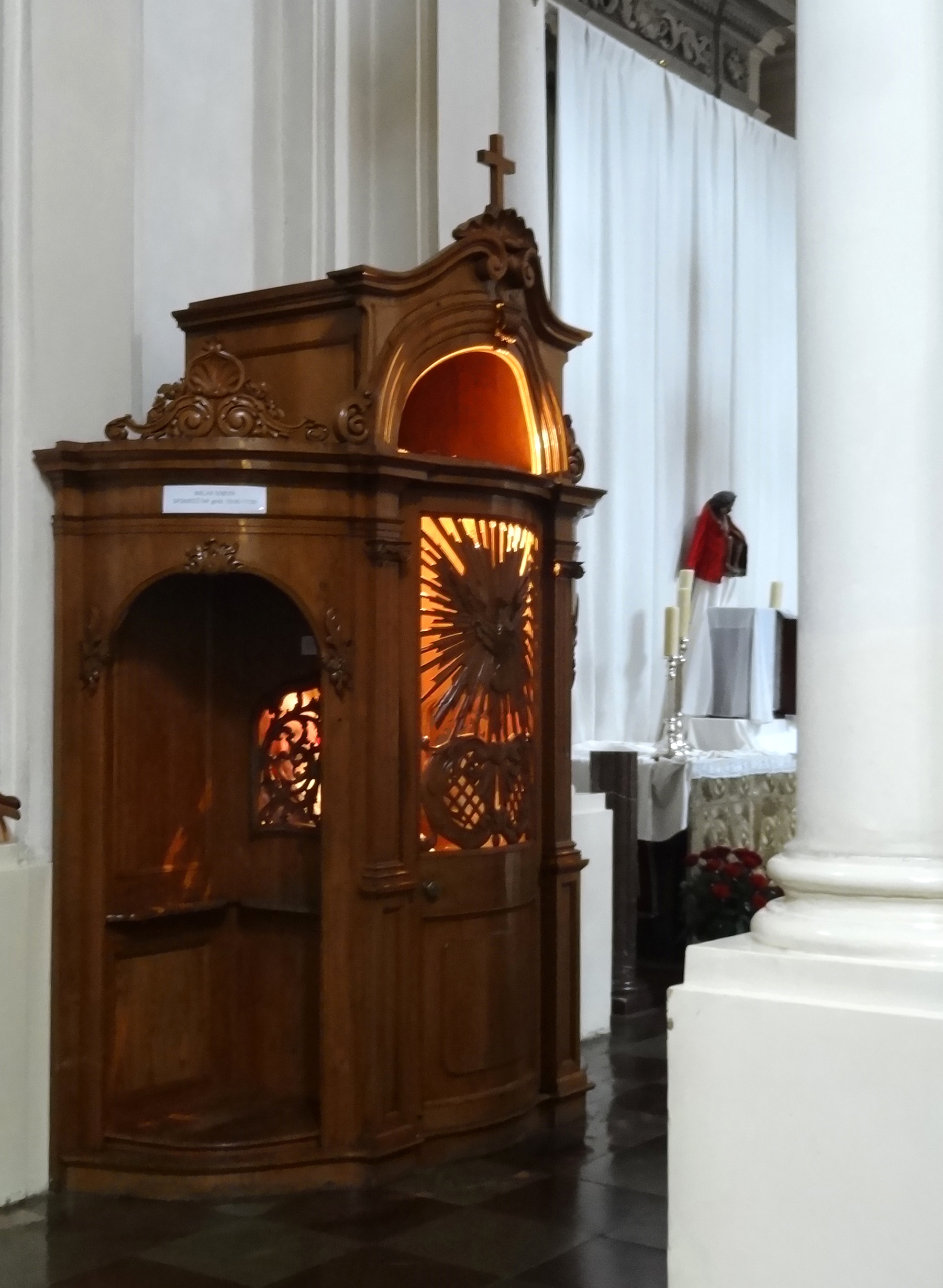
Un confesionario de madera con la luz encendida, indicando que el sacerdote está adentro dispuesto a escuchar confesiones.

Un confesonario o confesionario es un pequeño habitáculo aislado usado para el sacramento de la reconciliación en la Iglesia católica. En él, el sacerdote escucha las confesiones de las personas que se acercan a la iglesia. Generalmente se construye de madera. Su primera aparición fue en el Concilio de Trento, convocado por el papa Paulo III y que transcurrió entre los años 1542 y 1562.